# Крављи грашак
Крављи грашак, познат и као црни окасти грашак (Vigna unguiculata) једногодишња је зељаста биљка која припада роду Vigna из породице бобова (Fabaceae).  
Крављи грашак се сматра једном од највреднијих легуминоза које се са успехом узгајају у семиаридним тропским подручјима Азије, Африке и Централне Америке. Једна је од најтолерантијих легуминоза на суше и високе температуре. Добро успева у земљиштима слабијег квалитета и може да толерише земљишта са више од 85% песка, са мање од 0,2% органских материја, те са јако ниским вредностима фосфора. Добро подноси засенченост, због чега се често узгаја као међукултура заједно са кукурузом, просом, сирком, шећерном трском и памуком. Осушене стабљике користе се као сточна храна, пошто су њихови листови јако протеинима. Како су стабљике ове врсте коришћене у исхрани стоке отуда вероватно и потиче назив крављи грашак (енгл. сowpea).
Крављи грашак је одличан азотофиксатор.

## Историја
Иако не постоје прецизни археолошки подаци који би указивали на тачно место где је ова биљка први пут култивисана, верује се да је први пут култивисана на подручју западне Африке. У пећинама ццентралне Гане археолози су пронашли угљенисане остатке крављег грашка чија старост је процењена на други миленијум пре нове ере. У том периоду ова врста се проширила и на Југоисточну Азију, а у писаним изворима први пут се помиње око 300. године пре нове ере. На територију Централне и Северне Америке доспео је вероватно током XVII века. 

## Нутритивне вредности
Крављи грашак је висококалоријска намирница која садржи значајне концентрације протеина, минерала и витамина. Осушено семе може да садрже и до 25% протеина.

## Гајење
Крављи грашак се данас највише узгаја у Африци, посебно у Нигерији и Нигеру где се произведе више од две трећине од укупне светске продукције. Значајни произвођачи су још и Буркина Фасо, Гана, Сенегал и Мали. Нигер је највећи светски извозник, а Нигерија највећи светски увизник овог поврћа. 
Према статистичким подацима из 1997. године, под овом културом било је засађено око 12,5 милиона хектара, а укупна светска продукција износила је око 3 милиона тона. Према подацима УН-овог одела за пољопривреду и храну (FAO) просечни приноси 2012. били су око 483 кг/ха, што је упола мање од процењених могућности узгоја. 
Други највећи светски произвођач крављег грашка је Бразил са просечном годишњом производњом од око 600.000 тона.